# Pleurothallis pendens
Pleurothallis pendens är en orkidéart som beskrevs av Donald Dungan Dod. Pleurothallis pendens ingår i släktet Pleurothallis och familjen orkidéer. Inga underarter finns listade i Catalogue of Life.